# 暁星記
『暁星記』（ぎょうせいき）は、菅原雅雪による漫画。
1999年（平成11年）にモーニング（講談社）で連載開始、2005年（平成17年）まで誌上発表の形をとっていたが、その後（単行本6巻以降）は書き下ろし単行本として発表され、2008年（平成20年）10月発行の8巻で完結した。
惑星改造された金星でくりひろげられる、（人間を含む）生き物の生活と戦いを描いている。

## あらすじ
第I部 はじまりの森
スズシロの村の若衆の狩猟行。彼らは人語を解するボス（「精霊」）に率いられたシシザルの襲撃を受ける。「獅子猛者」ヒルコが活躍するが、精霊は彼を自分の言葉の体現者として目をつける。
第II部 奈落
ヒルコを含め、多くの男衆が市場（南四が一の村が集まる）へ参加する。村同士の対抗試合でヒルコが暴れている同じ頃、手薄になったスズシロの村が襲撃を受け壊滅してしまう。死んでしまった大爺の魂を探すために地獄（森の底）へ降りてゆく覚悟を決めるヒルコ。
第III部 腐食
人間たちの戦いに興味を持ち介入する金星の「管理人」、ロウエル。霊イナンナに唆されて金星を滅ぼす決心を固めたナズナ。彼らに翻弄される人間たち。ゲンゲと二人地獄へ下ってゆくヒルコ。
第IV部 死闘
村を滅ぼされたサカキは近隣の村々をまとめあげ、人間たちの新たな社会形態を築こうとするが、再会したナズナに惑わされて彼女の支配下に入ってしまう。一方ヒルコは父である馳雄と遭遇する。ヒルコは母の仇ともいえる馳雄と闘い、打ち倒そうとするが終には森の底まで振り落とされる。ヒルコを救うために精霊と森の底へ降りてゆくゲンゲ。
第V部 地獄変
「管理人」は金星を改造し高い知性と永遠の寿命をもつ新人類であり、過去に金星世界に介入した事実もあった。ヒルコは地獄で泥の民に助けられるが、何かに操られた人間たちが泥の民に襲い掛かる。敵を退ける際に人を殺す覚悟を決めたヒルコ。ある少女の霊はシバに薦めて地球の巨大模型をつくらせる。イナンナにとらわれた霊たちを混沌に還すべく、準備が整えられてゆく...
第VI部 煉獄
全ての元凶と目される、オニがいる黒の塔を目指して旅立ったヒルコとハギ。ロウエルの思惑による助けもあり二人は遂に核心へと辿り着こうとしていた。四が一では、イナンナの傀儡となったナズナがヤドリダケで操る民により西四が一まで壊滅状態となり、その手が最後に残された北四が一へと伸びていく。それぞれが己の信じる方法で事態の解決を模索していく中、プレッシャーブレイドがヒルコの手に渡ることにより、物語は一気に終局へ向かう。
第VII部 果てなき旅
多大な犠牲をはらって全ての争いは終わった。魂となって分離したヒルコの周りで苦しむ魂が救済されてゆく。金星の管理者として事態の収束を見届けたロウエルの前には精霊が現れ事態は思わぬ方向へ・・・。ヒルコは、マユミの魂の姿に共鳴し蘇生。ついにマユミはヒルコとの邂逅を果たす。

## 作品世界

### 歴史
- 事実
  - 約一万年前、22世紀末の地球：
    - 深層海流が流れを止め（理由は不明）、地表の温度が急激に下がる。
    - 温度低下により人々の生活が破綻するに伴い各国政府が崩壊し、かわりに統合管理機構が地球の管理を始める。
    - 地球管理機構が金星の改造を始める。地球人数十億人が虐殺され金星に生態系をつくるための肥料となる。約三百年後に惑星改造が終了。金星には管理人をおいて状況を監視するが、大規模な移住や文化・技術の移植はされなかった。

  - 500年前：
    - 当時の管理人モリヤが消息不明となる。モリヤはそれまでに森の底の民に鉄の精錬、醸造などを教え金星世界に干渉していた。
    - 森の底には42の村が存在していた。

  - 約200年前：
    - 男性にだけ権力が集中していた、それまでの社会構造が変わっていく。発端はスズシロの村の女たちで、子供を徹底的に教育したことにより徐々に村人の意識が変わっていった。

  - 50年前：
    - 当時の管理人シャーマンが森の底の民の虐殺をはじめる。
    - 新しい管理人としてロウエルが着任する。

  - 28年前：
    - ヒルコ誕生。父は馳雄で母はナズナの姉ミズキ。

  - 0年前：
    - ヒルコが精霊と出会う。以降金星社会は大きく変化していくことになる。
- 神話化されて言い伝えられていること
  - 創世神話：金星地表の熱が冷めたころ、天空の神々の命によりはじめに巨人が降り立った。巨人が大地から大気を引き剥がすと大地の神や大気の神は怒り、戦いの末巨人を滅ぼした。しかし巨人の死体から大量の虫が現れて大地の神を滅ぼしてしまった。虫たちは大地の神から写し身の巨人をつくりだし、写し身の巨人たちは大地に森をつくり生命を増やしていった。
  - その昔森がまだ小さかった頃、人々は地表で暮らしていた。森の成長につれて動物や木の果実が高いところに移ってゆき、地表の人々は少ない食べ物を求めて争うようになった。
  - その様子をみた神々は森の上を人の住むところとして定め、地表を罪人の住むべき「地獄」と定めた。
  - 森の上の人が罪を犯すとオニとして地獄に生まれ変わる。更にオニはシシザルとして生まれ変わり、人をも狙うようになる。シシザルは人間を食えば人間に生まれ変わると信じている。

### 地理
- 作品の舞台は惑星改造の結果つくられた「森」である。樹木の高さは 1000m を越え、世界を「底部（地獄）」「人間界」「樹冠部」の三つに分けている。
- 底部には太陽の光が届かず、いつも薄暗い。地表は湿地帯といった様子で水に覆われた部分が大きい。泥の民と自称する人たちが住んでいる。以前彼らは泥の上に建物をたて村をつくり安定した生活を送っていたようだが、50年前に襲撃を受けて村々は壊滅した。蟻から蟻塚の一部を借りて暮らしている生き残りの集団がある。
- 人間界は森の木が幹を伸ばし枝を縦横に張っている部分である。木の股などにできた平面部（森からでる屑や泥が溜まってできたと思われる）や大きな虫の巣跡に村がつくられ人々が暮らしている。人間界は「東四が一」「西四が一」「南四が一」「北四が一」に分かれ、またその中で村単位のコミュニティを形成している。
- 東四が一の更に東には大躯が住んでいる。
- さらに外（森の外）

### 生息する生物
- シシザル

身長1.8ｍほどの大柄な類人猿。人間を上回る身体能力を誇り、鋭い爪と牙が武器。群れで行動する上多少の人語を解するほど知能も高く、凶暴な性質から特に恐れられている。壮年期に入った個体は頭部の毛が鬣のようになり、体毛も金色に変わる。人型であることとその戦闘力の高さから、力や強さの象徴として人々から畏怖の対象として見なされている部分もあり、単独でシシザルを倒した者は『獅子猛者』と呼ばれ英雄扱いされる。
- 淵渡り

ムササビやコウモリに似た特徴を持つ肉食獣。作中の生物の中では小型の部類だが、それでも現実のトラやライオン並みの大きさがあるように描かれる。飛膜を広げて滑空飛行することが可能だが、樹上でも素早く駆け回る敏捷性を誇る。獲物の気配を察知すればどこにでも現れる神出鬼没さを持つため、人間たちには脅威として警戒されている。また、繁殖期に雌と番になれなかった雄は群れを成して凶暴化する傾向が強く、これは特に危険とされる。
- 木走り

イタチに似た特徴を持つ肉食獣。体格は淵渡りとほぼ同等で、こちらは空は飛べないものの樹上では淵渡り以上の敏捷性を誇る。淵渡りと共に人間たちの間では特に警戒されており、やはり獲物の気配を察知すればどこにでも現れる。
- トゲトカゲ

全身に棘が無数に生えた全長8ｍほどの巨大なトカゲ。棘の表面には螺旋状の筋があり、細長いドリルのようになっている。動きは鈍いが、カメレオンのように長く伸びる舌で鳥などを捕食する。また、四肢は爪がない代わりに指先が非常に硬くなっており、樹上を移動するために滑り止め構造になっているとされる。危機が迫ると全身の棘を逆立てて身を守る他、それらの棘を周囲に一斉に飛ばして攻撃するという奥の手も隠し持っている。
- ツカアラシ

森の底でヒルコが遭遇した巨大なトカゲのような生物。蟻塚を食い荒らす性質があるため、蟻や共存関係にある泥の民らにとっては代表的な天敵の一つとなっている。
- ヒラメリュウ

平べったい体型に頭の上下に目が付いた、トカゲのような巨大生物。全長30ｍを超える巨体を有し、名前が判明している生物の中では最大級。肉食で鳥類が主な獲物であり、待ち伏せして近くを通った獲物に噛み付いて捕食する。その特徴的な身体構造は巨体ながら立体的で複雑な巨木の森の中での活動に適応しており、体型を活かして木の表面に張り付くように移動し、頭部上下の目でどのような体勢でも広い視界を確保できる。変温動物のために昼行性で、夜間は森の底部に移動して眠る。その寿命は数百年にも及び、死ぬまで成長し続けるため、長く生きた個体は平均的な全長を大きく上回る巨体に成長することもある。
- ロクロゲラ

翼長10ｍにも達する巨大な鳥。その巨体故に普通の鳥のように飛ぶことが出来ず、ほとんど滑空するように移動するが、その分樹を駆け登ることが可能なほど脚力が発達している。力も強く、人間を何人も乗せて飛ぶことが可能。性質は大人しく、昆虫や木の実などを主食としている。鶴のような非常に長い首と、狩りの際に好物の昆虫を追い出すために樹皮を突く習性から、この名が付けられた。
- 槍飛・幽飛

鷲や鷹に似た特徴を持つ巨大な鳥。『槍飛』は槍に似た特徴的な尾羽を持ち、鳥飼いの一族が飼い慣らし移動手段などに用いている。『幽飛』は死臭のある地点の上空に出現するなど、現実のハゲタカに似た習性を持つ。獰猛そうな面容で実際に肉食の猛禽類でもあるが、人を襲うことはないらしい。
- ツノゼミ

その名の通り頭部に角のような突起を持つ巨大なセミ。非常に硬い外殻を持つ。飛行能力を失っており、翅は音を出す器官としてしか機能しない。鳴き声は非常に大きく、群れを成す繁殖期になるとツノゼミが寄り集まった巨木が見ても分かるほど振動し、その衝撃で亀裂が走って樹液が漏れ出してしまうほどの大音量を奏でる。産卵は森の底で行われ、幼虫は地中で三年間過ごした後、春先に樹を登り始め、夏の終わりには上部に到達して成虫となる。
- ニワツクリ

シャコのような腕を持つ巨大な蜘蛛。オスとメスで大きさが異なり、メスの方がオスより圧倒的に大きい。繁殖期になるとメスは巨木に糸を掛けて巣を作り、それが完成するとシャコのような腕で巨木を殴って揺らし、獲物を落として巣に引っ掛けるという習性を持つ。一方、オスはメスとの交尾権を巡って群れ、集団で争い合う。
- ナナフシ

現実のナナフシとカマキリを掛け合わせたような巨大な昆虫。高い擬態能力を持ち、鋭い鎌状の腕を武器としている。
- 駒鳥（ハネナシ）

その名の通り羽を持たず、走って移動する鳥。現実のダチョウのような大きさと特徴と持ち、人に飼い慣らされたものは移動手段や荷物の運搬役などに使われている模様。

## 登場人物
ヒルコこの作品の主人公。スズシロの村の若衆頭で獅子猛者。高い戦闘能力、霊をみる能力、面倒見のよさなどで人望は厚い。全般に身体能力が高く、薬物への耐性や治癒能力で周りを驚かせている。
馳雄とスズシロの村のミズキの間の子。ミズキが村の外で馳雄に暴行され、そのままヒルコを産み落とした。ミズキは程なく死亡したため、生後数年間森の中で独力で生き延びることとなった。ミズキは霊となってヒルコ（とその父親）を恐れ嫌うが、ヒルコは（そのことを知りつつも）母親を慕い花を供えていた。ヒルコの面倒見のよさはこの母親との関係が大きく影響していると思われる。
ある日狩りの最中、精霊率いるシシザルの群れを撃退したことで精霊に目をつけられた。以後数々の災難に遭い冒険を強いられている。精霊によるとヒルコは迷う霊を混沌に帰す「魂の門」であり、イナンナに取り込まれ金星に留まっている多数の霊を混沌に帰すという役割を期待されているようだ。
マユミスズシロの村の娘。母親が洗濯場で木走りの襲撃に遭い殺されてしまったトラブル時の護衛役がヒルコであったことから、当時はヒルコを激しく非難していたが、それが逆にヒルコを意識することとなり、思いを寄せるまでになった。故にヒルコに関しては短絡的な振る舞いが多く精神的な幼さを見せているが、意思が強く行動力があるともいえる。
鳥と意思の疎通ができる「翼の声」の能力を持つことを鳥飼いの一族に見いだされ、一族の長の候補として行動を共にする。
大爺スズシロの村の長。大婆の息子。名前はスズシロだが、これは代々大爺に継承されるためである。祖霊を見る能力が高く人望も厚い。
若い頃は村一番の戦士として名を馳せた腕達者であり、老齢となった今でも並みの戦士では歯が立たないほどの戦い振りを見せる。村としての規模そのものは小さいスズシロの村が四が一でも有数の勢力を誇る集落として栄えてきたのも、一重に彼の采配によるところが大きいとされる。
馳雄にさらわれたミズキが生んだヒルコを村に連れ帰ったが、その意図は単に子供を救うためではなく、ミズキの霊のアドバイスによるものであった。
大婆スズシロの村の最長老。祖霊の召喚能力に長け、村を支えている。規律を守ることを重んじ、村の秩序が乱れることを何よりも嫌う。
極端な男尊女卑の仕組みであった四が一を、女性達のできることで改革しようと取り組み始めた頃を知る人物である。その一方、落人の村の存在を男衆にはひた隠しにしていたことで、新たな悲劇が生じることになる。
ナズナ15年前にスズシロの村からオチボの村へ嫁いだが、3年前にオチボの村を追い出され八分者となってしまう。オチボの村を追われた表向きの理由は死産が多く不吉だということであったが、実際は女性による四が一の改革を疎ましく思われたことであった。
オチボの村を追われた後は落人の村に身を寄せていたが、落人の村の生活に対して精神的疲労が極度に陥っていた時、イナンナの謀略にはまり計画に荷担してしまうことになる。
シバスズシロの村の若衆。他の村の出身であるが、村を追放されて飢えかけているところをヒルコに助けられた。以後スズシロで暮らしている。そのような出会いからかヒルコを神のように崇拝している。
手先が器用で彫り物の技能が高い。優男で猟に出たり闘ったりしないかわり、彫り物の腕で村に貢献している。
スグリスズシロの村の若衆。元々はオチボの村の子供だったが、八分衆とのトラブルをきっかけにヒルコに引き取られスズシロの村の住民となる。オチボの村にいた時のナズナを知る人物として、ヒルコやサカキの行動を決定づける重要な位置を占める。
ゲンゲスズシロの村の若衆。穏やかな性格で思慮深く、戦いの場では勇敢。村が侵略された後、ヒルコに付き添って地獄へ向かうが、離れ離れとなり結局独りで地獄を巡ることとなる。
口の周りを覆う髭が特徴。当初吃音症のような症状を見せていたが、大怪我をガンダルフに治療されて以来その症状は無くなった。
オヒョウスズシロの村の若衆。ヒルコが倒したシシザルの毛皮を譲ってもらい、以降それを身に纏う“なんちゃって獅子猛者”。大軀に獅子猛者と勘違いされ対決を申し込まれた時には巧妙にはぐらかしたり、鳥飼の一族に出会った際にマユミに上手く立ち回るようアドバイスするなど、機転が効くタイプだが、若干お調子者でもある。
アシカビスズシロの村の若衆。ヒルコと同い年ということもあってか、やたらとヒルコにライバル心を持っている。それが行き過ぎて、自身の言動から周りをかき回してしまうことも。
サカキスズシロの村の親方。戦闘能力が高く、つねに冷静で統率力がある。大局観を持っているようで、四が一全体の将来をも考えている。
ナズナとは相思相愛であったが、彼女はオチボの村に嫁がされて別れることになった。そのせいでナズナのことになると感情的になってしまう。
タモスズシロの村の中堅。対抗試合では連勝を続け、村間での商取引でもめているところを仕切るなど、戦いや実務の能力は高い。二日酔いのスグリに薬草と思わせてただの葉っぱを喰わせたり、市場では女の子の尻を触ったりと、冗談好きでノリが軽いところがある。
シロクビヒルコが大事にしているロクロゲラの成鳥。ひょうきんでお茶目な性格だが、人の言葉をある程度解するなど知能は高い。基本的にヒルコ以外の言うことは聞かない。孵化する以前に親鳥をヒラメリュウに喰い殺され天涯孤独となったが、ヒルコに拾われて育てられた。
エノキカミツレ村の親方。キスゲに思いを寄せており、首飾りを贈ったりどこの村にも嫁がせないと言い張るが、対抗試合ではスズシロの村に勝てないため、あまり相手にされていない模様。
キスゲカミツレ村の娘。作品世界には珍しく色っぽい女性。強い男性が好みらしく、自身はスズシロへ嫁ぎたがっている。市場で初対面のヒルコを気に入り、散々挑発する。タモ曰く「ナニも腹ん中も真っ黒」。
ショウマイタヤ村の親方。実力もあり、サカキからは誠実さ、決断力を買われている。
トウキイスカの村の若衆頭。個人的な思慕か村に残された数少ない女性のためかは語られなかったが、アカネが生き残ることを誰よりも優先的に行動していた。
ニガキイスカの村の若衆。ヒルコが馳雄の子供ではないかという見解を持つなど、冷静で観察力に優れた行動を取る。
アカネイスカの村の娘。直情的で頭に血が昇ると見境がつかなくなる性格。姉も馳雄に殺されたこともあり、並々ならぬ恨みを持つ。故に自身の性格も重なって、馳雄に関してはやたらと短絡的な行動に出てしまう。
イタドリ東四が一の総名代となっていた村の若衆で親方でも若衆頭でもなかったが、他に代表となるものが殺されてしまったため東四が一の取り纏め役を背負わされる。しかし、若いながらも誠実な態度で周りの信頼を得てゆく。
モクレン八分衆の親分。基本的には粗野な人物であるが、敵わないと解っている相手を前にしても仲間を逃がせて自らが突撃していくなど、親分として八分衆の皆からは慕われている。
ゴウソ旅の芸人衆の親方。口が上手く、相手を言いくるめたり説得する話術に長けている。
ハギ泥の民。地獄に堕ちてきたヒルコを保護した。戦士でありながら戦いに怯える自身と向き合い、真に強くなりたいとの想いから、ヒルコと行動を共にする。
精霊関わったものは破滅を招くとされ、金星の民からは恐れられている。森羅万象に近い存在らしく金星の危機を事前に察知しており、事態を解決できそうな人間を探していたところにヒルコを発見する。動物に憑依しても人間の言葉を喋ることができる。
馳雄（ハセオ）管理者による処分を免れたブレンダーの生き残り。ヒルコの父親。ヤドリタケを使って大型の虫や獣（作中ではナナフシやヒラメリュウの大型個体）、人間を操り手駒として使うが、自身もヒルコを正面から容易く捩じ伏せてしまうほどの非常に高い戦闘力を持っている。自らを「人を超えた獣」と称する暴力的かつ強欲な性格であり、自己の欲望を満たすことに手段を選ばない危険人物。機転も利き、不利を悟ると直ぐに踵を返して態勢の立て直しを図る。
欲望の赴くままに暴れ回り、四が一一帯を恐怖のどん底に突き落としたこともあったが、ミズキに暴行を加えてヒルコを孕ませて以降、ぷっつりとその行方を晦ましていた。実はヤドリタケはイナンナに与えられたものであり、彼女の手駒の一つとして計画に加担させられている人物の一人。馳雄自身もまたヤドリタケで操られている（常に操られているわけではないらしい）。
イナンナ地球人女医。金星改造を目的として管理機構が行った虐殺にあい、霊として金星に留まった。金星の社会を偽りの世界とみなし、破壊したいと考えている。長い間森の底でのたくっていただけだったが、大量の霊をとりこんで力をつけ、ナズナという協力者を得て実世界に対する活動を始めた。馳雄に対しても影響力をもつ。
少女の霊（野乃子）
地球人の少女。イナンナの活動に気づいていて、対抗するためにシバたちに働きかけて地球の模型をつくろうとしている。
ロウエル金星社会の現管理者。事情を理解していないようだがヒルコを中心とした一連の出来事に興味を持ち観察している。時には（禁じられていることだが）彼らに干渉し、人間たちを驚かせている。
数千年前、太陽系外惑星探査部門にいたときに許可無く惑星探査機を派遣し、開発可能な惑星を発見したことがある。
数百年前、地球環境観測部門にいたときには、氷河にのみこまれようとしている過去の文明の遺物を守るために諸方面に賄賂を送っていた。そのことが露見し罪に問われて現職に降格された。
上記のように規律よりも自分の信条を優先して行動することが度々ある。また当局に隠れて自分の指示にしか従わないシステムを構築するなど抜け目のないところがある。
イングランドで育つ。
シャーマン金星管理者の前任者。50年前に突如地上に降りていってしまい、行方が解らなくなってしまった。独自に開発したシンクロシステム（ヤドリタケ）を用いたり、イナンナに知恵をつけけしかけたりなどして、強引に金星の民を支配しようとしていたが、その原因とは・・・。
モリヤ500年前に失踪した元金星管理者。泥の民からは天上人として崇められていた。
地上のアリ塚にアールを残しカーゴ内で死亡してしまったようだが、当時の経過は不明。以降、カーゴの中で魂が取り残されてしまう。精霊の教えにより、ヒルコにプレッシャーブレイドを託す役割を与えられる。
ジャクリーン人事院の外惑星担当室長の女性。ロウエルの残した日記のおかげで出世を果たしたと自ら述べている。金星の動向自体には全く興味が無いが、立場上ロウエルが暴走しないよう管理に気を払っている。
ガンダルフ、アール、ラダガスト
歴代の管理者に仕えて来た管理機構のロボットたち。人間と同じ程度の大きさで人型をしていて、ある程度自律的に判断し行動することができる。管理者が彼らに「シンクロ」して世界の状況を直接感知することができる。

## 四が一・村・組織
登場人物以外にも重要な位置づけを占めるが、個人単位で説明できない部分をコミュニティ単位で補足する。また、所属を理解できるよう、村の名前を列挙する。

### 南四が一
定期的に村が集まって取引などを行う市場が開かれており、その場で行われる「対抗試合」と呼ばれる格闘技のような試合の勝者となった村が、総名代として南四が一を取り仕切ることになっている。近年はスズシロの村が対抗試合に連勝しており、長年総名代を務めているらしい。村同志の直接の交流は禁じられ、お互いの村の場所も知らない。
カミツレ村・イタヤ村・スガモ村・エノコロ村・センブリ村・フサモ村・スゲ村・カシワ村・シロネ村

#### スズシロの村
主人公ヒルコらの住む南四が一の村の一つ。規模そのものは村々の中でも小さい方だが、戦士は皆腕利き揃いの武闘派の集落であり、通常は相手にすることを避ける大型生物を積極的に狩猟対象としている。また、当代の長である大爺の采配もあって村々の総名代として強い発言力を欲しいままにしている。

#### オチボの村
南四が一で一番大きいとされている村。男尊女卑の傾向を依然として残し、子供をこき使う、塩の採掘を独占しているなど、周辺の村の評判は非常に悪い。他の村を見下して独立独歩を志向しており、市場にも参加していない。

### 西四が一

#### イスカの村
漁鳥（すなどり）の一族。馳雄の襲撃により壊滅的な被害を受け、以降、馳雄への復讐の旅に出る。大爺の霊を探すヒルコとゲンゲに遭遇し、馳雄に酷似しているヒルコを誤認から襲撃してしまう。

### 東四が一
大軀により滅ぼされてしまった。難民が北四が一の市場に押し寄せることになる。各村の名前は不明。

### 北四が一
自らの四が一に危機が訪れようとしている最中、各名代達による話し合いではいきなり逃げ出す算段になるなど、他の四が一に比べ弱気で大人しい四が一と思われる。そのために大軀やヤドリタケの襲撃も最後に回されたのでは、と作中で語られる。

### 四が一外
大軀東四が一の外れに住む一族。他の住民達より並外れた巨体と力を持ち、ひたすら力と勇気を信奉する獰猛な民族。その分あまり知性が高いほうではないらく、精霊、ロウエルがシンクロしたガンダルフ、ナズナらには都合の良いように扱われることとなる。ロウエルからは「オーク」と呼ばれている。
八分衆四が一の村々で追放された者たち（八分者）が集まってできた集団。その成り立ちから他の村との交易や協力を得にくいために平穏な暮らしは送れていないと思われる。
鳥飼い槍飛と呼ばれる鳥を使って森を飛行する能力をもった部族。鳥と会話できたという族長を始祖に持つ。
旅の芸人衆演芸や珍しい品を見せたり交換したりするなどして放浪している一団。その立場から、自由に四が一の間を行き来できている。各四が一の情報収集に優れており、混乱時にも的確に各地の状況を把握していた。。
地獄（泥の民）樹が覆い尽くしほとんど日が届かない森の底に住む人々。四が一からは地獄のオニと呼ばれているが、その理解には大きな隔たりがある。
500年前には42の村があったが、シャーマンの虐殺と村人のヤドリタケ化によりほとんどの村が消失してしまい、アリ塚を間借りせざるを得ないような境遇に陥ってしまう。
天上人（モリヤ）から鉄の取り出しかたを教わり、四が一には存在しない鉄の武器を所有している。
統合管理機構22世紀末の地球に突如現れた超人たち。寒冷化が進んでいた当時の地球を「管理」し、金星惑星改造計画を進めた。太陽系外への版図拡大が当初の目的の一つであったようだが、この方面への活動は停止している。
高度に発達した科学技術を持ち、構成員は惑星レベルの寿命を持つ。ロウエルの「地球に『故郷』を持つ」という発言から、もとは地球人であるらしい。

## 用語
霊・祖霊
死んだ生き物の魂でいわゆる霊のこと。生き物は死ぬと自分の死を受け入れるまで霊としてこの世にとどまり、その後混沌に還るとされている。自分のいた村を見守るために敢えてこの世に留まっている霊を特に祖霊と呼ぶ。
人間たちの中で霊が見えるものは限られていて、その能力の有無は死んで霊になっても変わらない。そのため能力を持たない者は霊になっても生者しか見ることができず、混沌に還るまで孤独に苦しむことが多い。
霊は意識を持っている。生者に直接干渉はできないが、霊を見える生者を通して意思を伝えることはできる。
ブレンダー
近親交配を避けるために管理機構が金星社会に送り込んだ人種（性別・男のみ）たち。
金星の民よりも遙かに優れた身体能力を持つが、性欲に伴う凶暴性があまりに強いため、そのほとんどが管理者により排除された。管理者の記録では全員排除されたことになっているが、実は数名が未回収のまま死亡扱いとされていた。
獅子猛者
シシザルを倒した者に与えられる称号。シシザルは獰猛で知能もある戦闘能力の高い動物であり、それを倒すことは戦いに優れていることの証明となる。獅子猛者は証として倒したシシザルの皮を被っていることが多い。
ヤドリタケ人・動物を問わず、首の後ろに変形菌のようなものが取り付いてしまうと、支配者に全てを支配されてしまう。長期間取り付かれると、徐々に見た目が化け物のように変化してしまう。胞子状のものを撒き散らし取り付く方法と、己のものを直接すりつけて取り付く方法の2種類が作中で見られる。

## その他

### 初出
- モーニング：1999年（平成11年）20号 - 31号、2002年（平成14年）24号 - 36/37合併号、2003年（平成15年）40号 - 49号
- 別冊モーニング：1号（2004年（平成16年）） - 5号（2005年（平成17年））
- 書き下ろし：6巻 - 8巻

### 単行本
モーニングKC、講談社刊
1. 2002年（平成14年）10月23日発行 ISBN 4-06-328847-1
  - 末尾に特別編「初恋」
  - 裏表紙、カバー折り返しに機織りとその準備の説明
  - 帯に新井素子の推薦文
2. 2002年（平成14年）10月23日発行 ISBN 4-06-328848-X
  - 末尾に特別編「生きるに値するもの」・南四が一人名録
  - 裏表紙、カバー折り返しに壷虫琴とその奏で方の説明
  - 帯に諸星大二郎の推薦文
3. 2003年（平成15年）2月21日発行 ISBN 4-06-328868-4
  - 末尾に特別編「出会い」
  - 裏表紙、カバー折り返しに携帯用松明とその使い方の説明
4. 2003年（平成15年）12月22日発行 ISBN 4-06-328920-6
  - 末尾に特別編「別れ」
  - 裏表紙、カバー折り返しに木の皮の鍋とその使い方の説明
5. 2005年（平成17年）7月22日発行 ISBN 4-06-372451-4
  - 裏表紙、カバー折り返しにナナフシと槍飛のイラスト
6. 2006年（平成18年）7月21日発行 ISBN 4-06-372537-5
  - 裏表紙はマユミとハシカケ、カバー折り返しにツカアラシ、幽飛のイラスト
7. 2007年（平成19年）5月23日発行 ISBN 978-4-06-372601-5
  - 裏表紙はガンダルフ、カバー折り返しに惑星改良用大型ロボットとプレッシャーブレイドのイラスト
8. 2008年（平成20年）10月23日発行(完結) ISBN 978-4-06-372747-0
  - 末尾に作者コメント
  - 裏表紙はヒラメリュウ、カバー折り返しには駒鳥（ハネナシ）と、イナンナとドゥムジのイラスト